# راينر شيلينغ
راينر شيلينغ (بالألمانية: Reiner Schilling)‏ هو مصارع هاوي ألماني، ولد في 10 مايو 1943 في Nendingen ‏ في ألمانيا، وتوفي في 15 أكتوبر 2013.

## وصلات خارجية
- راينر شيلينغ على موقع أوليمبيديا (الإنجليزية)